# Andrenidae

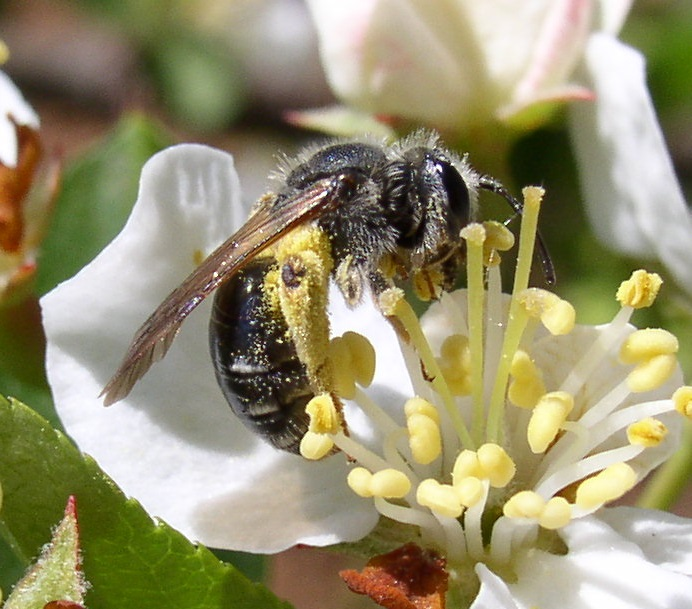
Andrena sp.

Andrenidae là một họ lớn, ong sống đơn độc phân bố gần như toàn cầu. Hầu hết tính đa dạng loài của họ ong này nằm ở khu vực ôn đới, gồm khu vực ôn đới khô. Họ bao gồm một số chi lớn (ví dụ, Andrena với hơn 1300 loài và Perdita với hơn 700 loài). Một trong những loài của chúng là Oxaeinae, có ngoại hình khác biệt đến nỗi chúng thường được coi là một nhóm gia đình, nhưng phân tích phát sinh cẩn thận cho thấy chúng là một nhánh thuộc Andrenidae, rất gần với Andreninae.

## Mô tả
Họ Andrenidae thường là những con ong có kích thước nhỏ đến trung bình, thường có vảy trên các đoạn cơ bản của chân ngoài chân khớp và thường là loại ong mang đặc điểm oligolectic (đặc biệt là trong phân họ Panurginae). Chúng có thể được tách ra khỏi các họ ong khác bằng sự hiện diện của hai vết khâu dưới lưỡi, một đặc điểm nguyên thủy được chia sẻ với ong bắp cày. Nhiều nhóm cũng có vết lõm hoặc rãnh gọi là "foveae" trên đầu gần rìa trên của mắt, một đặc điểm khác nhìn thấy ở Sphecoidea cũng được chia sẻ bởi một số Colletidae. Andrenids là một trong số ít các họ ong không cleptoparaites. Họ này có một số lượng rất lớn đơn vị phân loại loài, đặc biệt là Panurginae, có bộ phận chích tiêu giảm đến mức chúng không thể đốt được.
Phân họ Oxaeinae có ngoại hình khá khác biệt so với các phân họ khác, là những con ong lớn, bay nhanh với đôi mắt lớn, giống như một số loài Colletidae lớn hơn.
Họ Andrenidae được biết đến từ giao thời Eocene - Oligocene, khoảng 34 triệu năm trước, thuộc khu vực Florissant ở Colorado, Mỹ.

## Loài "ban đêm"
Andrenidae là một trong bốn họ ong có chứa một số loài hoạt động lúc hoàng hôn. Những loài này chỉ hoạt động vào lúc hoàng hôn hoặc vào đầu buổi tối, và do đó về mặt kỹ thuật được coi là "loài về đêm". Ở họ Andrenidae, những loài như vậy xuất hiện chủ yếu trong phân họ Panurginae. Những con ong này, như là hệ quả điển hình trong trường hợp sống như vậy, đã mở rộng rất nhiều đóm mắt, mặc dù một thế hệ con của Andrena có mắt bình thường. Các họ khác có thời điểm hoạt động tương tự là Halictidae, Colletidae và Apidae.